# Śląsk Wrocław
Śląsk Wrocław (uitspraak: [ˈɕlɔ̃sk ˈvrɔt͡swaf], ong. sjlonsk vrotswaf) is een sportclub uit de stad Wrocław in Polen. De sporten waar deze club het meest van bekend is, zijn voetbal en basketbal.
De voetbalclub speelt op het hoogste niveau in Polen in de Ekstraklasa. De clubkleuren zijn groen-wit-rood.

## Voetbal

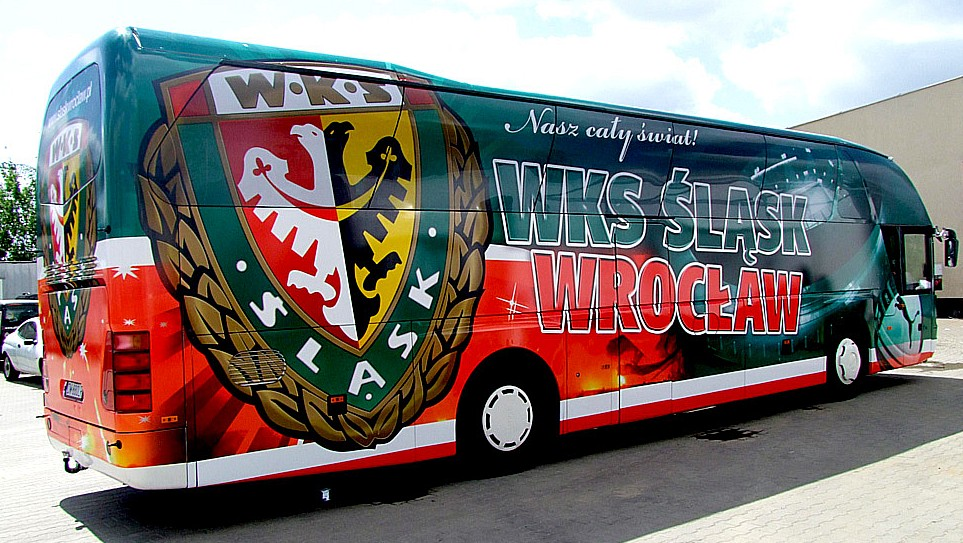
Teambus

De club werd opgericht in 1947. Voorheen was Wrocław de Duitse stad Breslau en deze stad telde talrijke voetbalclubs die alle ontbonden werden in 1945. Śląsk is de naam van de regio en is in het Nederlands Silezië. Voorheen bestond er een voetbalclub Schlesien Breslau wat de letterlijke Duitse vertaling van Śląsk Wrocław is, maar daar heeft de club niets mee te maken. De club speelde in het stadion van het voormalige Breslauer SpVgg 02. In 1964 promoveerde de club voor het eerst naar de hoogste klasse, waar ze met enkele onderbrekingen speelden tot 1997. Na een afwezigheid van 11 jaar keerde de club in 2008 terug naar de hoogste klasse. Vóór de clubnaam staat de afkorting WKS, die tot 1998 stond voor Wojskowy Klub Sportowy (Legersportclub) en sindsdien voor Wrocławski Klub Sportowy (Wrocławse sportclub).
In 1977 en 2012 werd de club landskampioen.

## Erelijst

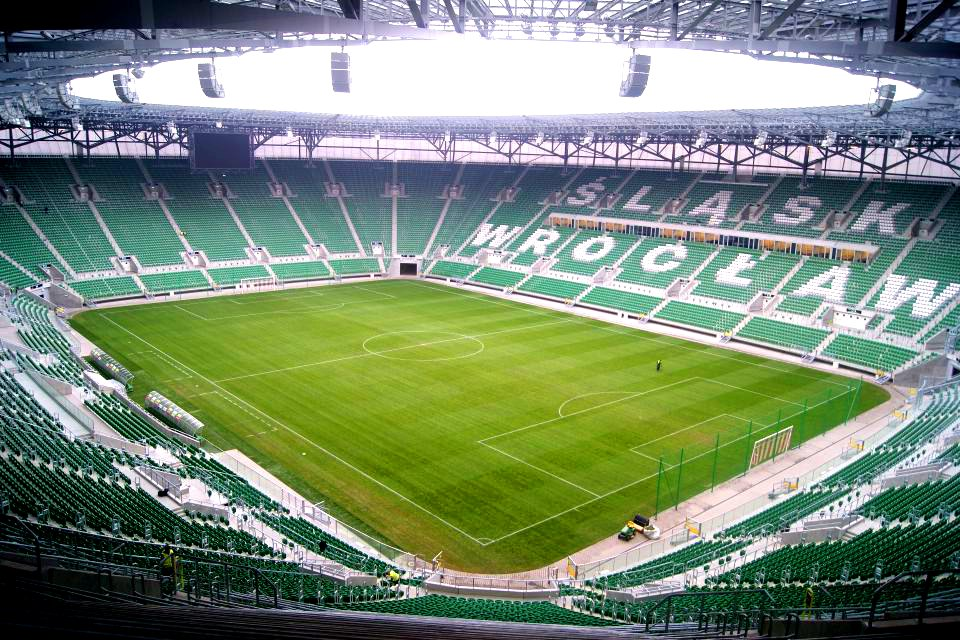
Stadion Miejski

- Pools landskampioenschap (2x):

1977, 2012
- Poolse beker (2x):

1976, 1987
- Poolse Supercup (2x):

1987, 2012
- Ekstraklasa cup (1x):

2009

## Śląsk Wrocław in Europa
Śląsk Wrocław speelt sinds 1975 in diverse Europese competities. Hieronder staan de competities en in welke seizoenen de club deelnam:
- Champions League (voorronde) (1x)

2012/13
- Europacup I (1x)

1977/78
- Europa League (4x)

2011/12, 2012/13, 2013/14, 2015/16
- Europa Conference League (2x)

2021/22, 2024/25
- Europacup II (2x)

1976/77, 1987/88
- UEFA Cup (4x)

1975/76, 1978/79, 1980/81, 1982/83

## Bekende (ex-)spelers

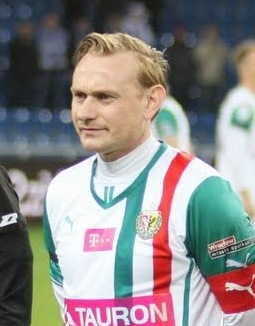
Sebastian Mila

- Przemysław Kaźmierczak
- Paweł Król
- Tomasz Kuszczak
- Adam Matysek
- Sebastian Mila
- Przemysław Płacheta
- Waldemar Prusik
- Andrzej Rudy
- Waldemar Sobota
- Janusz Sybis
- Ryszard Tarasiewicz
- Jan Tomaszewski
- Johan Voskamp